# Bartangi
Bartangi ist ein Dialekt der iranischen Sprache Shughni, der am Fluss Bartang im Pamirgebirge gesprochen wird. Die Sprecher befinden sich überwiegend in den Distrikten Rushon und Vanj in der tadschikischen Region Berg-Badachschan.
Bartangi ist wie andere Sprachen und Dialekte des Pamirs vor dem Aussterben bedroht, da die Sprache nicht von der Regierung gefordert wird und die Menschen Tadschikisch anstelle von Bartangi als Alltagssprache nutzen.
In Afghanistan wird die persische Variante der arabischen Schrift verwendet, in Tadschikistan die kyrillische Schrift. Zudem wird auch die Lateinische Schrift verwendet.